# Schnell ermittelt/Episodenliste
Diese Episodenliste enthält alle Episoden der österreichischen Fernsehserie Schnell ermittelt, sortiert nach der Erstausstrahlung. Die Fernsehserie umfasst derzeit acht Staffeln mit 78 Episoden und vier Spielfilme.

## Übersicht
| Staffel    | Episodenanzahl | Erstausstrahlung                                                     | Erstausstrahlung                                                     |
| Staffel    | Episodenanzahl | Staffelpremiere                                                      | Staffelfinale                                                        |
| ---------- | -------------- | -------------------------------------------------------------------- | -------------------------------------------------------------------- |
| 1          | 10             | 21. April 2009                                                       | 23. Juni 2009                                                        |
| 2          | 8              | 2. Februar 2010                                                      | 20. April 2010                                                       |
| 3          | 10             | 4. Januar 2011                                                       | 15. März 2011                                                        |
| 4          | 12             | 10. Januar 2012                                                      | 17. April 2012                                                       |
| Spielfilme | Spielfilme     | 11. Dezember 2012 16. September 2014 23. September 2014 6. März 2017 | 11. Dezember 2012 16. September 2014 23. September 2014 6. März 2017 |
| 5          | 10             | 13. März 2017                                                        | 22. Mai 2017                                                         |
| 6          | 10             | 17. September 2018                                                   | 19. November 2018                                                    |
| 7          | 10             | 9. Januar 2023                                                       | 20. März 2023                                                        |
| 8          | 8              | 4. November 2024                                                     | 25. November 2024                                                    |

## Staffel 1
| Nr. (ges.) | Nr. (St.) | Originaltitel       | Erstausstrahlung AT | Regie       | Drehbuch                       |
| ---------- | --------- | ------------------- | ------------------- | ----------- | ------------------------------ |
| 1          | 1         | Herta Weissenberger | 21. Apr. 2009       | Michi Riebl | Eva Spreitzhofer               |
| 2          | 2         | Rainer Kaufmann     | 28. Apr. 2009       | Michi Riebl | Eva Spreitzhofer               |
| 3          | 3         | Bettina Klein       | 5. Mai 2009         | Michi Riebl | Eva Spreitzhofer, Verena Kurth |
| 4          | 4         | Valerie Lesky       | 12. Mai 2009        | Michi Riebl | Eva Spreitzhofer               |
| 5          | 5         | Rudolf Sommerbauer  | 19. Mai 2009        | Michi Riebl | Rainer Hackstock               |
| 6          | 6         | Sonja Horvath       | 26. Mai 2009        | Michi Riebl | Verena Kurth                   |
| 7          | 7         | Iris Litani         | 2. Juni 2009        | Michi Riebl | Verena Kurth                   |
| 8          | 8         | Ben Bogner          | 9. Juni 2009        | Michi Riebl | Rainer Hackstock               |
| 9          | 9         | Laszlo Urban        | 16. Juni 2009       | Michi Riebl | Verena Kurth                   |
| 10         | 10        | Graziella Bracci    | 23. Juni 2009       | Michi Riebl | Verena Kurth                   |

## Staffel 2
| Nr. (ges.) | Nr. (St.) | Originaltitel    | Erstausstrahlung AT | Regie           | Drehbuch        |
| ---------- | --------- | ---------------- | ------------------- | --------------- | --------------- |
| 11         | 1         | Ivanka           | 2. Feb. 2010        | Michi Riebl     | Verena Kurth    |
| 12         | 2         | Robert Fabian    | 9. Feb. 2010        | Michi Riebl     | Katharina Hajos |
| 13         | 3         | Niklas Herbst    | 2. März 2010        | Michi Riebl     | Verena Kurth    |
| 14         | 4         | Elsa Gorger      | 9. März 2010        | Michi Riebl     | Guntmar Lasnig  |
| 15         | 5         | Laura Czerny     | 16. März 2010       | Andreas Kopriva | Katharina Hajos |
| 16         | 6         | Niko Hartmann    | 30. März 2010       | Andreas Kopriva | Guntmar Lasnig  |
| 17         | 7         | Simon Koller     | 6. Apr. 2010        | Andreas Kopriva | Fritz Ludl      |
| 18         | 8         | Viktor Zacharias | 20. Apr. 2010       | Andreas Kopriva | Verena Kurth    |

## Staffel 3
| Nr. (ges.) | Nr. (St.) | Originaltitel      | Erstausstrahlung AT | Regie           | Drehbuch                           |
| ---------- | --------- | ------------------ | ------------------- | --------------- | ---------------------------------- |
| 19         | 1         | Sr. Margarete Laub | 4. Jan. 2011        | Michi Riebl     | Verena Kurth                       |
| 20         | 2         | Tamara Morgenstern | 18. Jan. 2011       | Michi Riebl     | Fritz Ludl                         |
| 21         | 3         | Markus Brückner    | 1. Feb. 2011        | Michi Riebl     | Katharina Hajos, Constanze Fischer |
| 22         | 4         | Georg Vitter       | 8. Feb. 2011        | Michi Riebl     | Guntmar Lasnig                     |
| 23         | 5         | Marvin Jäger       | 15. Feb. 2011       | Michi Riebl     | Katharina Hajos, Constanze Fischer |
| 24         | 6         | Gordana Hannbaum   | 22. Feb. 2011       | Andreas Kopriva | Guntmar Lasnig                     |
| 25         | 7         | Helmut Schafranek  | 1. März 2011        | Andreas Kopriva | Katharina Hajos, Constanze Fischer |
| 26         | 8         | Klaus Karner       | 1. März 2011        | Andreas Kopriva | Fritz Ludl                         |
| 27         | 9         | Karl Esch          | 8. März 2011        | Andreas Kopriva | Verena Kurth                       |
| 28         | 10        | Angelika Schnell   | 15. März 2011       | Andreas Kopriva | Verena Kurth                       |

## Staffel 4
| Nr. (ges.) | Nr. (St.) | Originaltitel    | Erstausstrahlung AT | Regie           | Drehbuch                           |
| ---------- | --------- | ---------------- | ------------------- | --------------- | ---------------------------------- |
| 29         | 1         | Ivonne Werner    | 10. Jan. 2012       | Andreas Kopriva | Verena Kurth                       |
| 30         | 2         | Horst Bauer      | 10. Jan. 2012       | Andreas Kopriva | Verena Kurth                       |
| 31         | 3         | Roswitha Thaler  | 17. Jan. 2012       | Andreas Kopriva | Guntmar Lasnig                     |
| 32         | 4         | Jonas Wultz      | 31. Jan. 2012       | Andreas Kopriva | Guntmar Lasnig                     |
| 33         | 5         | Wilma Wabe       | 7. Feb. 2012        | Andreas Kopriva | Fritz Ludl                         |
| 34         | 6         | Konrad Mautsch   | 14. Feb. 2012       | Michi Riebl     | Fritz Ludl                         |
| 35         | 7         | François Legrand | 6. März 2012        | Michi Riebl     | Verena Kurth                       |
| 36         | 8         | Werner Demscher  | 13. März 2012       | Michi Riebl     | Stefan Hafner, Thomas Weingartner  |
| 37         | 9         | Kurt Swoboda     | 20. März 2012       | Michi Riebl     | Katharina Hajos, Constanze Fischer |
| 38         | 10        | Tommi Hotarek    | 27. März 2012       | Michi Riebl     | Katharina Hajos, Constanze Fischer |
| 39         | 11        | Jana Solm        | 10. Apr. 2012       | Michi Riebl     | Verena Kurth                       |
| 40         | 12        | Lucy Haller      | 17. Apr. 2012       | Michi Riebl     | Verena Kurth                       |

## Spielfilme
| Nr. | Originaltitel | Erstausstrahlung AT | Regie           | Drehbuch                           |
| --- | ------------- | ------------------- | --------------- | ---------------------------------- |
| 1   | Schuld        | 11. Dez. 2012       | Michi Riebl     | Verena Kurth                       |
| 2   | Erinnern      | 16. September 2014  | Michi Riebl     | Katharina Hajos, Constanze Fischer |
| 3   | Leben         | 23. September 2014  | Andreas Kopriva | Verena Kurth                       |
| 4   | Einsamkeit    | 6. März 2017        | Andreas Kopriva | Guntmar Lasnig                     |

## Staffel 5
| Nr. (ges.) | Nr. (St.) | Originaltitel       | Erstausstrahlung AT | Regie         | Drehbuch                                                         |
| ---------- | --------- | ------------------- | ------------------- | ------------- | ---------------------------------------------------------------- |
| 41         | 1         | Alice Leutgeb       | 13. März 2017       | Michi Riebl   | Verena Kurth, Guntmar Lasnig, Katharina Hajos, Constanze Fischer |
| 42         | 2         | Simon Gehbauer      | 20. März 2017       | Michi Riebl   | Verena Kurth, Guntmar Lasnig, Katharina Hajos, Constanze Fischer |
| 43         | 3         | Traian Voronin      | 27. März 2017       | Michi Riebl   | Verena Kurth, Guntmar Lasnig, Katharina Hajos, Constanze Fischer |
| 44         | 4         | Gudrun Schatzinger  | 3. Apr. 2017        | Michi Riebl   | Verena Kurth, Guntmar Lasnig, Katharina Hajos, Constanze Fischer |
| 45         | 5         | Carlo Michalek      | 10. Apr. 2017       | Michi Riebl   | Verena Kurth, Guntmar Lasnig, Katharina Hajos, Constanze Fischer |
| 46         | 6         | Dr. Knut Holm       | 24. Apr. 2017       | Gerald Liegel | Verena Kurth, Guntmar Lasnig, Katharina Hajos, Constanze Fischer |
| 47         | 7         | Dennis Maida        | 1. Mai 2017         | Gerald Liegel | Verena Kurth, Guntmar Lasnig, Katharina Hajos, Constanze Fischer |
| 48         | 8         | Viktor Urbach       | 8. Mai 2017         | Gerald Liegel | Verena Kurth, Guntmar Lasnig, Katharina Hajos, Constanze Fischer |
| 49         | 9         | Wolf Brennersdorfer | 15. Mai 2017        | Gerald Liegel | Verena Kurth, Guntmar Lasnig, Katharina Hajos, Constanze Fischer |
| 50         | 10        | Alan Richter        | 22. Mai 2017        | Gerald Liegel | Verena Kurth, Guntmar Lasnig, Katharina Hajos, Constanze Fischer |

## Staffel 6
| Nr. (ges.) | Nr. (St.) | Originaltitel         | Erstausstrahlung AT | Regie         | Drehbuch                           |
| ---------- | --------- | --------------------- | ------------------- | ------------- | ---------------------------------- |
| 51         | 1         | Manfred Wohlkönig     | 17. Sep. 2018       | Michi Riebl   | Guntmar Lasnig                     |
| 52         | 2         | Elena Ruggenberger    | 24. Sep. 2018       | Michi Riebl   | Verena Kurth                       |
| 53         | 3         | Lia Pollak            | 1. Okt. 2018        | Michi Riebl   | Katharina Hajos, Constanze Fischer |
| 54         | 4         | Gabrielle Mirnhofer   | 8. Okt. 2018        | Michi Riebl   | Guntmar Lasnig                     |
| 55         | 5         | Sissi König           | 15. Okt. 2018       | Michi Riebl   | Verena Kurth                       |
| 56         | 6         | Oleg Dinisowitsch     | 22. Okt. 2018       | Gerald Liegel | Guntmar Lasnig                     |
| 57         | 7         | Felix Preisinger      | 29. Okt. 2018       | Gerald Liegel | Verena Kurth                       |
| 58         | 8         | Christine Zeitlberger | 5. Nov. 2018        | Gerald Liegel | Constanze Fischer, Katharina Hajos |
| 59         | 9         | Dominik Fiedler       | 12. Nov. 2018       | Gerald Liegel | Constanze Fischer, Katharina Hajos |
| 60         | 10        | Louis Rauscher        | 19. Nov. 2018       | Gerald Liegel | Verena Kurth                       |

## Staffel 7
| Nr. (ges.) | Nr. (St.) | Originaltitel            | Erstausstrahlung AT | Regie         | Drehbuch                           |
| ---------- | --------- | ------------------------ | ------------------- | ------------- | ---------------------------------- |
| 61         | 1         | Eberhard Bina            | 9. Jan. 2023        | Gerald Liegel | Constanze Fischer, Katharina Hajos |
| 62         | 2         | Nadja Brugger            | 16. Jan. 2023       | Gerald Liegel | Guntmar Lasnig                     |
| 63         | 3         | Lucia Frost              | 23. Jan. 2023       | Gerald Liegel | Verena Kurth                       |
| 64         | 4         | Jakob Dinkelmann         | 30. Jan. 2023       | Gerald Liegel | Guntmar Lasnig                     |
| 65         | 5         | Sabine Strobl            | 6. Feb. 2023        | Gerald Liegel | Constanze Fischer, Katharina Hajos |
| 66         | 6         | Heidi Hofreiter          | 13. Feb. 2023       | Michi Riebl   | Verena Kurth                       |
| 67         | 7         | Niklas Neumann           | 20. Feb. 2023       | Michi Riebl   | Constanze Fischer, Katharina Hajos |
| 68         | 8         | Simon Rosenstrauss       | 27. Feb. 2023       | Michi Riebl   | Guntmar Lasnig                     |
| 69         | 9         | Lisa Migutsch            | 13. März 2023       | Michi Riebl   | Constanze Fischer, Katharina Hajos |
| 70         | 10        | Therese Hasenauer-Kralik | 20. März 2023       | Michi Riebl   | Verena Kurth, Guntmar Lasnig       |

## Staffel 8
| Nr. (ges.) | Nr. (St.) | Originaltitel           | Erstausstrahlung AT | Regie         | Drehbuch                           |
| ---------- | --------- | ----------------------- | ------------------- | ------------- | ---------------------------------- |
| 71         | 1         | Linda van Doren         | 4. Nov. 2024        | Michael Riebl | Constanze Fischer, Katharina Hajos |
| 72         | 2         | Rudolf Faden            | 4. Nov. 2024        | Michael Riebl | Brigitta Kanyaro                   |
| 73         | 3         | Angelika Zulehner       | 11. Nov. 2024       | Michael Riebl | Constanze Fischer, Katharina Hajos |
| 74         | 4         | Gabriele Schneider-Dong | 11. Nov. 2024       | Michael Riebl | Verena Kurth                       |
| 75         | 5         | Max Stöger              | 18. Nov. 2024       | Gerald Liegel | Thomas Weingartner, Stefan Hafner  |
| 76         | 6         | Angelika Wer?           | 18. Nov. 2024       | Gerald Liegel | Stefan Hafner, Thomas Weingartner  |
| 77         | 7         | Yvonne Novotny          | 25. Nov. 2024       | Gerald Liegel | Constanze Fischer, Katharina Hajos |
| 78         | 8         | Marco Gentile           | 25. Nov. 2024       | Gerald Liegel | Verena Kurth                       |